# New Albany (Ohio)
New Albany es una villa ubicada en el condado de Franklin en el estado estadounidense de Ohio. En el Censo de 2010 tenía una población de 7724 habitantes y una densidad poblacional de 254,87 personas por km².

## Geografía
New Albany se encuentra ubicada en las coordenadas 40°4′59″N 82°47′56″O / 40.08306, -82.79889. Según la Oficina del Censo de los Estados Unidos, New Albany tiene una superficie total de 30.31 km², de la cual 29.93 km² corresponden a tierra firme y (1.23%) 0.37 km² es agua.

## Demografía
Según el censo de 2010, había 7724 personas residiendo en New Albany. La densidad de población era de 254,87 hab./km². De los 7724 habitantes, New Albany estaba compuesto por el 87.74% blancos, el 3.09% eran afroamericanos, el 0.08% eran amerindios, el 6.47% eran asiáticos, el 0.1% eran isleños del Pacífico, el 0.43% eran de otras razas y el 2.08% pertenecían a dos o más razas. Del total de la población el 1.98% eran hispanos o latinos de cualquier raza.